# Logona Esau
Pour les articles homonymes, voir Logona.
Logona Esau, né le 2 mars 1987 à Nauru, est un haltérophile tuvaluan.

## Biographie
Concourant dans la catégorie des 69 kg, il participe aux Jeux du Commonwealth de 2006, à Melbourne, puis remporte la médaille d'argent aux Jeux du Pacifique Sud de 2007, à Apia, en soulevant 141 kg. 
Aux Jeux olympiques de 2008, à Pékin, il est le porte-drapeau de la première délégation olympique tuvaluane. 